# جمعیت اجتماعیون اتحادیون ایران
اجتماعیون اتحادیون (که به نام سوسیالیست اونیفه نیز گفته می‌شد) یکی از احزاب سیاسی هم‌عصر با انقلاب مشروطه در ایران بود.